# Кашани, Джафар
Джафар Ашраф Кашани (перс. جعفر اشرف کاشانی‎; 21 марта 1944, Тегеран — 2 октября 2019, Тегеран) — иранский футболист, защитник.

## Карьера

### Клубная карьера
Во взрослом футболе дебютировал в 1964 году в клубе «Шахин», где отыграл три сезона, выйдя на поле в 43 матчах.
В 1967 году перешёл в клуб «Персеполис», за который играл на протяжении всей оставшейся карьеры. Вместе с клубом дважды становился чемпионом Ирана. Завершил карьеру футболиста в 1975 году.

### Карьера в сборной
В 1968 году дебютировал в официальных матчах в составе национальной сборной Ирана. В 1972 году вместе со сборной выступал на футбольном турнире летних Олимпийских игр, а также победил в финале Кубка Азии. В 1974 году команда одержала победу на футбольном турнире летних Азиатских игр.
Всего в составе сборной принял участие в 38 матчах.

### Смерть
Скончался утром 2 октября 2019 года в своём доме в Тегеране в возрасте 75 лет в результате сердечного приступа.

## Достижения
«Персеполис»
- Чемпион Ирана: 1971/72, 1973/74